# Melanoselinum
Melanoselinum  es un género  perteneciente a la familia Apiaceae. Comprende 9 especies descritas.

## Taxonomía
El género fue descrito por Georg Franz Hoffmann y publicado en Genera Plantarum Umbelliferarum 156. 1814. La especie tipo es: Melanoselinum decipiens (Schrad. & J.C.Wendl.) Hoffm.	

## Especies
- Melanoselinum annuum A.Chev.
- Melanoselinum bischoffii (J.A.Schmidt) A.Chev.
- Melanoselinum decipiens (Schrad. & J.C.Wendl.) Hoffm.
- Melanoselinum edule Drude
- Melanoselinum hirtum (J.A.Schmidt) A.Chev.
- Melanoselinum insulare (Parl. ex Webb) A.Chev.
- Melanoselinum moniza (Masf.) A.Chev.
- Melanoselinum seguieri Sweet
- Melanoselinum tenuissimum A.Chev.